# Nick Bosa
Pour les articles homonymes, voir Bosa.
(en) Statistiques sur pro-football-reference
Nick Bosa, né le 23 octobre 1997 à Fort Lauderdale en Floride, est un joueur américain de football américain.

## Biographie
Sa troisième saison universitaire avec les Buckeyes d'Ohio State est raccourcie par une blessure. Il termine sa carrière universitaire avec 17,5 sacks, 77 plaquages dont 29 pour perte en 29 rencontres. Remis de sa blessure à l’abdomen pour le NFL Combine, il estime qu'il doit être sélectionné en première position à la draft 2019 de la NFL, trois ans après la sélection de son frère Joey en troisième position à la draft 2016. Il court le sprint de 40 yards en 4 s 79 avec un départ explosif et les dix premiers yards avalés en seulement 1 s 55.

## Vie privée
Il est le fils de John Bosa (en), ancien footballeur professionnel, qui a joué aux Dolphins de Miami  (1987–1989), le frère de Joey Bosa et le cousin de Jake Kumerow, joueurs de NFL. Son arrière-grand-père est le mafieux américain de Chicago, Tony Accardo.